# Xylophanes germen
Xylophanes germen is een vlinder uit de familie van de pijlstaarten (Sphingidae). De wetenschappelijke naam van de soort werd in 1890 gepubliceerd door William Schaus.